# Mathilde von Brandenburg

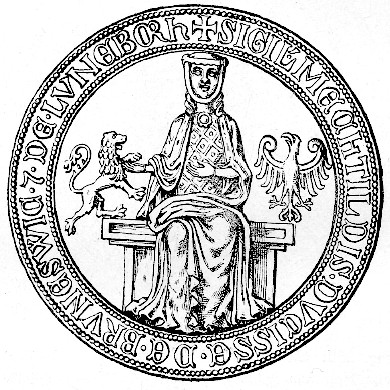
Siegel der Herzogin

Markgräfin Mathilde von Brandenburg, auch Mechtild genannt, (* um 1210; † 10. Juni 1261 in Lüneburg) war durch Heirat Herzogin von Braunschweig-Lüneburg.

## Leben
Mathilde war die Tochter des Markgrafen Albrecht II. von Brandenburg (1150–1220) aus dem Hause der Askanier und dessen Gattin Gräfin Mathilde von der Lausitz (1185–1255), Tochter des Grafen Konrad II. von Landsberg. Ihr Vater und Herzog Wilhelm von Lüneburg vermittelten eine Ehe zwischen ihren Kindern, um die geteilten Linien der sächsischen Herrschaft wieder zu vereinigen. Im Jahr 1219 gab Papst Honorius III. seine Erlaubnis zur Überwindung der Ehehindernisse (vierter Verwandtschaftsgrad).
Im Jahr 1222 oder erst um 1228 heiratete Mathilde in Braunschweig den späteren Herzog Otto I. das Kind (1204–1252), Sohn des Herzogs Wilhelm von Lüneburg und dessen Gattin Helena von Dänemark. Aus der Ehe gingen zehn Kinder hervor, was eine ausgreifende Heiratspolitik der Welfen ermöglichte.
- Mathilde († 1295/96), später Äbtissin zu Gernrode ⚭ 1245 Graf Heinrich II. der Fette von Anhalt
- Helene (1231–1273)

⚭ 1239 Landgraf Hermann II. von Thüringen
⚭ 1248 Herzog Albrecht I. von Sachsen-Wittenberg
- Otto († 1247)
- Elisabeth († 1266) ⚭ 1252 Graf Wilhelm II. von Holland
- Albrecht I. der Große (1236–1279)

⚭ 1252 Elisabeth von Brabant (1243–1261), Tochter Herzog Heinrichs II. von Brabant
⚭ 1266 Adelasia von Montferrat († 1285)
- Johann I. (1242–1277) ⚭ 1265 Liutgard von Holstein († nach 1289)
- Otto I. († 1279), Bischof von Hildesheim
- Konrad († 1300), Bischof von Verden
- Adelheid († 1274) ⚭ 1263 Landgraf Heinrich I. das Kind von Hessen
- Agnes († nach 1302) ⚭ 1263 Fürst Wizlaw II. von Rügen